# Mikuláš z Flüe
Svatý Mikuláš z Flüe, známý rovněž pod jménem bratr Klaus (1417, Flüeli, obec Sachseln, kanton Obwalden, Švýcarsko – 21. března 1487, tamtéž) byl švýcarský poustevník. Je patronem Švýcarska.

## Život
Narodil se v kantonu Unterwalden jako syn bohatých rolníků. Sloužil v armádě, zhruba ve 30 letech se oženil s Dorothy Wissovou, která mu porodila pět synů a pět dcer. Stal se radním města, devět let byl soudcem.
Jednoho dne měl mystické vidění, v němž tažný kůň zapřažený do pluhu spásal lilii. Bylo pro něj zdrojem poznání, že světské starosti pohlcují jeho duchovní život. Dospěl proto k rozhodnutí věnovat se cele kontemplativnímu životu. V roce 1467 tak se souhlasem své ženy svou rodinu opustil a stal se poustevníkem.
Podle legendy žil dalších 19 let, aniž by se živil něčím jiným než eucharistií. Jeho moudrost a hluboká zbožnost k němu přiváděla mnoho lidí z celé Evropy, kteří se na něj obraceli se žádostí o radu. Strž Ranft u Sachseln, v níž žil, navíc ležela na Svatojakubské cestě, takže tudy putovali poutníci do španělského Santiaga de Compostela.
V roce 1481 odvrátila jeho rada občanskou válku mezi dvěma znepřátelenými kantony. Ačkoli byl negramotný, je uctíván jak protestanty, tak katolíky za své zásluhy o národní jednotu Švýcarska.
Blahořečen byl v roce 1669. V Sachseln byl poté vystavěn kostel k uctění jeho památky. Svatořečen byl v roce 1947 papežem Piem XII. Katolická církev slaví jeho svátek 21. března, ve Švýcarsku a Německu je to 25. září.